# Kocher
Kocher er en flod i den nordøstlige del af Baden-Württemberg i Tyskland, og en biflod til Neckar fra højre med en længde på 182 km. Navnet «Kocher» har sit ophav i det keltiske navn «cochan» og betyder sandsynligvis «bugtende flod». Kocher har sit udspring ved foden af den østlige ende af Schwäbische Alb fra to karstkilder kalldet Schwarzer (sorte) Kocher og Weißer (hvide) Kocher. Schwarzer Kocher har et afvandingsområde på omkring 1.800 km², som stort set er dækket af skov. Ved kilden har den en vandføring på mellem 50 l/s og 4 000 l/s, med et gennemsnit på 680 l/s. Weißer Kocher har en middelvandføring på 400 l/s.

## Geografi
Schwarzer Kocher har sit udspring i Oberkochen. Den anden kilde, Weißer Kocher, har sit udspring vest for Unterkochen fra mange småkilder. Navnet Weißer Kocher kom fra det hvide skum som vandet danner når det løber hurtigt over stenene. Schwarzer Kocher løber derimod forholdsvis stille og får vandet til se mørkere ud. Kildefloderne løber sammen i Unterkochen og løber nordover gennem byerne Aalen og Wasseralfingen frem til Hüttlingen, hvor Kocher drejer vestover mod Abtsgmünd. Her løber Lein ud i Kocher. Kocher drejer videre nordvestover til Unterrot, hvor den modtager Rot og fortsætter frem til byerne Gaildorf og Schwäbisch Hall. Nær Geislingen munder Bühler ud i Kocher. I et stort sving drejer Kocher vestover igen og over sletten i Hohenlohekreis og løber gennem Künzelsau.I Neuenstadt am Kocher modtager den  Brettach. Nær Bad Friedrichshall munder Kocher ud i Neckar, et par kilometer ovenfor udmundingen af floden Jagst, som mere eller mindre løber parallelt nordøst for Kocher.

## Vandkvalitet og forurening
Der ligger flere industribyer i den øvre del af Kocherdalen og dårlige rensningsanlæg har ført til kraftig forurening af Kocher. I 1984 var Kocher den mest forurened flod omkring Stuttgart, men efter kun seks års arbejde var vandkvaliteten forbedret meget og i dag er Kocher kun regnet som en moderat forurenet flod. Det meste af den brune farve i Kocher kommer fra mudder i vandet, og betyder ikke nødvendigvis på dårlig vandkvalitet.